# Milk Inc.
Milk Inc. (precedentemente conosciuta anche come Milk Incorporated e per breve tempo come La Vache in Francia) è una band eurodance belga formatasi nella scena dance commerciale di quel Paese nel 1996.
La Discografia della band comprende un totale di sedici album (comprese raccolte e differenti versioni di singoli album) e quaranta singoli.
Nel 2006, per celebrare il loro 10 ° anniversario, i Milk Inc. hanno deciso di sorprendere i loro fan con due ore di concerto dal vivo presso lo Sportpaleis di Anversa, in Belgio. In quell'occasione hanno eseguito molte delle loro hit più famose così come le canzoni dall'album Supersized. Da quel momento il gruppo esegue ogni anno un concerto allo Sportpaleis.

## Storia
Nell'aprile del 1997 venne commercializzato il primo singolo, intitolato "La vache" che, all'inizio, ebbe successo in Belgio e nel Regno Unito per poi sfondare nel resto dell'Europa e perfino negli Stati Uniti.
Al giorno d'oggi i Milk Inc. sono una band conosciuta in tutto il mondo, sebbene i loro tour siano principalmente all'interno dell'Europa.
Durante gli anni la band ha cambiato diversi membri, e ad oggi è formata da Filip Vandueren, Regi Penxten e dalla cantante Linda Mertens, a cui si aggiungono altri musicisti durante i live show (tra cui Peter Schreurs, Michael Schack, John Miles Jr).
I Milk Inc. hanno vinto numerosi premi durante la loro carriera, rendendola la band più famosa del loro Paese ed inserendola di diritto nell'élite della musica dance europea.

## Formazione attuale

### Linda Mertens
È nata il 20 luglio 1978 a Wilrijk, un sobborgo nei pressi di Anversa, in Belgio. Fin dai suoi primi anni il suo sogno era quello di diventare un'artista; ha studiato arte e dopo la scuola superiore ha frequentato per due anni una scuola per parrucchiera. Nel 2000 incontrò Regi Penxten in un locale dove stava suonando e ne approfittò per chiedergli se avesse bisogno di una cantante per uno dei suoi gruppi e gli chiese di poterla mettere alla prova, non sapendo che in quel periodo Regi stesse cercando una nuova cantante per il suo gruppo. La prova andò bene e da quel momento Linda divenne la cantante ufficiale del gruppo Milk Inc.

### Regi Penxten
È nato il 4 marzo 1976 ad Hasselt, in Belgio. All'età di 12 anni ebbe il suo primo computer connesso ad un sintetizzatore e questo segnò l'inizio della sua passione per la musica. Studiò all'accademia musicale e iniziò a suonare la chitarra.
All'eta di 18 anni compose alcune tracce di musica underground e trance con la Dance Opera Label e la Illusion Label. Nonostante questo i suoi genitori vollero che avesse una buona istruzione, così studiò elettronica e telecomunicazioni in Belgio.
Il suo successo nel mondo della musica avvenne nel 1996 con il singolo La Vache, che fu una grande hit in Francia. Fondò i Milk Inc., ma seguì anche altri gruppi musicali con diversi cantanti e di altri produttori.
Il primo album solista di Regi - Registrated - ha ottenuto l'oro ancora prima della sua data di uscita..

### Filip Vandueren
Filip Vandueren è il co-produttore dei Milk Inc. insieme a Regi Penxten ed è il tastierista della band durante i live show e i concerti.
Vandueren lavora come producer sotto vari nomi, tra i quali Philip Banks e Jedidiah Albertson. Iniziò come producer hard trance e underground con la DanceOpera Label. Ha diversi gruppi con il suo nome, come K-Lab (conosciuti con Reunion - trance old school con le belle sensazioni degli ultimi anni novanta), The Klan, Karnak-X (Sky-Trance), Vidts e Vandueren, con Quality Trance alla Oceanic Records label e Dj Jan vs Vandueren con hard trance e progressive e remix per i DJ Tiësto e Esteem.

## Ex membri

### Nikkie Van Lierop
Nata il 7 marzo 1963 a Simmern in Germania, Anita Dominika Cornelia van Lierop è meglio conosciuta col nome di Nikkie Van Lierop, col suo nome d'arte "Jade4U" o solo come "Nikki". Nella primavera 1997, Praga Khan, produsse un remix di La Vache. Da allora la cantante Nikki è parte dei Praga Khan. Dopo il clamoroso successo delle loro canzoni ha cantato nei concerti del primo tour di Milk Inc. in Francia e Corsica. A causa del conflitto tra la sua regione e quella dell'ex ballerina Tamara, hanno lasciato la band, per concentrarsi su Praga Khan (al tempo i Praga Khan avevano un grande successo negli Stati Uniti).

### Sofie Winters
Sofie Winters nacque il 22 maggio 1976 a Lovanio in Belgio. Rimpiazzò Van Lierop per alcuni mesi e durante la sua presenza nei Milk Inc. ha cantato nella canzone Free Your Mind. Allora come oggi Sofie è anche una modella e attrice.

### Ann Vervoort
La designer grafica Ann Vervoort, nata il 10 marzo 1977, fu ballerina per Pat Krimson prima di unirsi ai Milk Inc. Fu introdotta da Regi Penxten nel 1997 in sostituzione di Winters Sofie come cantante per le esibizioni. In realtà Karine Boelaerts, una cantante di studio belga, che aveva lavorato già per altri gruppi come 2 Fabiola, fu assunta per registrare tutte le canzoni. A metà settembre 2000, Ann lasciò i Milk Inc. e andò ad Ibiza con il suo ragazzo Patrick Claesen (alias Pat Krimson), producer dei 2 Fabiola, Nunca e Leopold 3, dove fondarono la casa discografica Beni Musa Records. Ann, rimpiazzata da Linda Mertens è deceduta il 22 aprile 2010 per cause ancora incerte.

### John Miles Jr.
John Miles Jr. è il figlio del rinomato musicista John Miles. Miles studiò musica pop in Gran Bretagna presso il Newcastle College of Music e lavorò come chitarrista già noto "Popmusikern" con Debbie Harry, Bryan Ferry, Joe Cocker e Andrea Bocelli. Miles scrisse le canzoni insieme Regi Penxten and Filip Vandueren quando divenne membro del gruppo nel 1997 e si esibi come chitarrista nei loro concerti. Il primo singolo con anche lui coinvolto nel gruppo fu In My Eyes e fu un successo commerciale. Questo fu in parte merito di Miles grazie alla sua influenza come compositore e il nuovo stile di musica che lo hanno portato nel gruppo. Questo in combinazione con la voce di Ann Vervoort portarono la musica ad un nuovo livello. Tutte le canzoni che scrissero insieme furono pubblicate durante la sua permanenza nel gruppo. Allo stesso momento che Ann Vervoort smise come cantante, Miles lasciò i Milk Inc. Egli accompagnò il gruppo fino agli inizi del 2001. Nel 2002 il gruppo ebbe due hits nelle top ten inglesi In My Eyes e Walk On Water. Negli anni tra il 2006 e il 2008 si riunì ai Milk Inc. come chitarrista nei loro show Supersized e Forever e nel Antwerp Sportpaleis.

## Premi
2010
- MIA Award - Beste Dance/Elektro

2009
- MIA Award - Beste Dance/Elektro
- Kids Awards 2009

2008
- Platinum Record Belgium - Forever Album
- MIA Award - Beste Dance/Elektro
- TMF Awards Belgium - Best Dance Act National
- TMF Awards Belgium - Best Live Act National
- TMF Awards Belgium - Best Album National

2007
- Platinum Record Belgium - Supersized Album
- Golden Record Belgium - Best Of Album
- TMF Awards Belgium - Best Dance Act National

2006
- TMF Awards Belgium - Best Dance Act National

2005
- TMF Awards Belgium - Best Dance Act National
- BelgaDance Awards Belgium - Best Producer Regi Penxten

2004
- TMF Awards Belgium - Best Dance Act National
- TMF Awards Belgium - Life Time Achievement

2003
- TMF Awards Belgium - Best Dance Act National

2002
- TMF Awards Belgium - Best Dance Act National

2001
- Hitkrant The Netherlands - Best International Artists
- Hitkrant The Netherlands - Best International Single Walk On Water
- TMF Awards The Netherlands - Best Dance Act International
- TMF Awards Belgium - Best Dance Act National
- TMF Awards Belgium - Best Video Never Again

2000
- Top Radio Awards Belgium - Best Vocalist Ann Vervoort
- Radio Donna Awards Belgium - Best Holidaysong of the year "Oceans"
- TMF Awards Belgium - Best Single National Walk On Water

1999
- Radio Donna Awards Belgium - Peper Award In My Eyes
- Move X Dance Awards Belgium - Best Dance Single In My Eyes
- TMF Awards Belgium - Best Dance Act National

## Discografia

### Singoli
| Anno | Titolo                      | Album              | BE (VL)                | BE (WL) | BE-DC* | UK | NL | GER | FR | SWE | AUS | ES |
| ---- | --------------------------- | ------------------ | ---------------------- | ------- | ------ | -- | -- | --- | -- | --- | --- | -- |
| 1996 | Cream                       | Apocalypse Cow     | Only Released As Vinyl | -       | -      | -  | -  | -   | -  | -   | -   | -  |
| 1996 | La Vache                    | Apocalypse Cow     | -                      | 24      | 18     | 23 | 86 | -   | 8  | 26  | -   | -  |
| 1997 | Free Your Mind              | Apocalypse Cow     | -                      | -       | -      | -  | -  | -   | 19 | 54  | -   | -  |
| 1998 | Inside Of Me                | Apocalypse Cow     | -                      | -       | 6      | -  | -  | -   | 62 | -   | -   | -  |
| 1999 | In My Eyes                  | Apocalypse Cow     | 2                      | -       | 2      | 9  | -  | -   | -  | -   | 29  | -  |
| 1999 | Promise                     | Apocalypse Cow     | 3                      | -       | 3      | -  | -  | -   | -  | -   | -   | -  |
| 1999 | Oceans                      | Apocalypse Cow     | 8                      | -       | 2      | -  | -  | -   | -  | -   | -   | 8  |
| 1999 | Losing Love                 | Land Of The Living | 2                      | -       | 1      | -  | -  | -   | -  | -   | -   | 4  |
| 2000 | Walk On Water               | Land Of The Living | 1                      | -       | 1      | 10 | 3  | 8   | -  | -   | 11  | 1  |
| 2000 | Land Of The Living          | Land Of The Living | 2                      | -       | 2      | 18 | 16 | -   | -  | -   | -   | 7  |
| 2001 | Livin' a Lie                | Land Of The Living | 3                      | -       | 3      | -  | 44 | 13  | -  | -   | -   | 4  |
| 2001 | Don't Cry                   | Land Of The Living | Only Promo             | -       | -      | -  | -  | -   | -  | -   | -   | -  |
| 2001 | Never Again                 | Land Of The Living | 17                     | -       | 2      | -  | 69 | -   | -  | -   | -   | 12 |
| 2001 | Wide Awake                  | Closer             | 2                      | -       | 9      | -  | 50 | -   | -  | -   | -   | 5  |
| 2002 | Sleepwalker                 | Closer             | 6                      | -       | 2      | -  | -  | -   | -  | -   | -   | 5  |
| 2002 | Breathe Without You         | Closer             | 7                      | -       | 7      | -  | 45 | 92  | -  | -   | -   | 5  |
| 2003 | Time                        | Closer             | 10                     | -       | 4      | -  | -  | -   | -  | -   | -   | -  |
| 2003 | The Sun Always Shines On TV | Closer             | 5                      | -       | 2      | -  | 37 | 71  | -  | -   | -   | -  |
| 2004 | I Don't Care                | Closer             | 3                      | -       | 7      | -  | 66 | -   | -  | -   | -   | -  |
| 2004 | Whisper                     | Supersized         | 1                      | -       | 14     | -  | -  | -   | -  | -   | -   | -  |
| 2005 | Blind                       | Supersized         | 5                      | -       | 2      | -  | -  | -   | -  | -   | -   | -  |
| 2005 | Go To Hell                  | Supersized         | 4                      | -       | 7      | -  | -  | -   | -  | -   | -   | -  |
| 2006 | Tainted Love                | Supersized         | 7                      | -       | 2      | -  | 37 | -   | -  | -   | -   | -  |
| 2006 | Run                         | Supersized         | 7                      | -       | 14     | -  | 56 | -   | -  | -   | -   | -  |
| 2006 | No Angel                    | Supersized         | 10                     | -       | 12     | -  | -  | -   | -  | -   | -   | -  |
| 2007 | Sunrise                     | Forever            | 3                      | -       | -      | -  | 13 | -   | -  | -   | -   | -  |
| 2007 | Tonight                     | Forever            | 6                      | -       | -      | -  | 44 | -   | -  | -   | -   | -  |
| 2008 | Forever                     | Forever            | 7                      | -       | -      | -  | 91 | -   | -  | -   | -   | -  |
| 2008 | Race                        | Forever            | 18                     | -       | 10     | -  | -  | -   | -  | -   | -   | -  |
| 2009 | Blackout                    | TBA                | 1                      | -       | -      | -  | -  | -   | -  | -   | -   | -  |

- (*) Belgian dance chart
- (**) Il singolo è ancora in chart.

### Album
- La Vache (1998)
- Apocalypse Cow (1999)
- Land Of The Living (2000)
- Double Cream  (2001)
- Milk Inc. (2002)
- Closer (2003)
- Best Of Milk Inc. (Australia) (2004)
- Supersized (2006)
- Best Of (2007)
- Forever (2008)
- Nomansland (2011)
- 15 - The Very Best Of (2011)
- Undercover (2013)

## Videografia
| Anno | Titolo                      | Direttore       | Album                   |
| ---- | --------------------------- | --------------- | ----------------------- |
| 1997 | La Vache                    | Caswell Coggins | Milk Inc. The DVD       |
| 1997 | Free Your Mind              | Caswell Coggins | Milk Inc. The DVD       |
| 1998 | Inside Of Me                | Caswell Coggins | Milk Inc. The DVD       |
| 1999 | Oceans                      | Steven Buyse    | Milk Inc. The DVD       |
| 2000 | Land Of The Living          | Filip Vandueren | Milk Inc. The DVD       |
| 2001 | Walk On Water               | Frank Schneider | Milk Inc. The DVD       |
| 2001 | Livin' A Lie                | Peter van Eyndt | Milk Inc. The DVD       |
| 2001 | Never Again                 | Peter van Eyndt | Milk Inc. The DVD       |
| 2001 | Wide Awake                  | Peter van Eyndt | Milk Inc. The DVD       |
| 2002 | Walk On Water               | Stuart Fryer    | Milk Inc. The DVD       |
| 2002 | In My Eyes                  | Damian Bromley  | Milk Inc. The DVD       |
| 2002 | Land Of The Living          | Andreas Tibblin | Milk Inc. The DVD       |
| 2002 | Sleepwalker                 | Peter van Eyndt | Milk Inc. The DVD       |
| 2002 | Breathe Without You         | Peter van Eyndt | Milk Inc. The DVD       |
| 2003 | Time                        | Peter van Eyndt | Milk Inc. The DVD       |
| 2003 | The Sun Always Shines On TV | Alex Diezinger  | Milk Inc. The DVD       |
| 2004 | I Don't Care                | Raf Verbeemen   | Milk Inc. The DVD       |
| 2004 | Whisper                     | Peter van Eyndt | Milk Inc. The DVD       |
| 2005 | Blind                       | Peter van Eyndt | Not yet released on DVD |
| 2005 | Go To Hell                  | ?               | Not yet released on DVD |
| 2006 | Tainted Love                | The Black Sheep | Not yet released on DVD |
| 2006 | Run                         | Peter van Eyndt | Not yet released on DVD |
| 2006 | No Angel                    | Peter van Eyndt | Not yet released on DVD |
| 2007 | Sunrise                     | Peter van Eyndt | Not yet released on DVD |
| 2007 | Tonight                     | Peter van Eyndt | Not yet released on DVD |
| 2008 | Forever                     | Alex Diezinger  | Not yet released on DVD |
| 2008 | Race                        | ?               | Not yet released on DVD |
| 2009 | Blackout                    | Peter van Eyndt | Not yet released on DVD |

## DVD
- Milk Inc. - The DVD (2004): sessione acustica e tutti i video musicali
- Milk Inc. Supersized (concerto live DVD 2006)
- Milk Inc. Supersized 2 (the best of)
- Milk Inc. Forever in Sportpaleis (2008)

## Curiosità
- L'unico album che raggiunse la prima posizione nella Ultratop NL Albums chart è "Forever"
- Per celebrare il loro decimo anniversario (2006) i Milk Inc. decisero di sorprendere i loro fan con due ore di concerto live a Sportpaleis in Belgio dove eseguirono tutte le loro canzoni più conosciute e il nuovo album "Supersized".Da allora hanno tenuto questo concerto ogni anno con il titolo Supersized II nel 2007 e Forever nel 2008. Quello del 2009 sarà intitolato "Blackout".
- Il primo album solista di Regi, "Registrated", ottenne il disco d'oro prima della sua pubblicazione. Esso è una compilation di artisti belga.
- L'unici singoli dei Milk Inc. che non hanno mai raggiunto la top 10 (nella Ultratop Chart) sono "Never Again" (dall'album Land Of The Living) e "Race" (dall'album Forever). "Never Again" si fermò alla posizione 17 e "Race" alla 18. Gli unici singoli che raggiunsero la numero uno furono "Walk On Water" (dall'album Land Of The Living), "Whisper" (dall'album Supersized) e "Blackout" (dall'album TBD).
- Ad oggi, sono l'unica band ad aver ottenuto il maggior numero di premi TMF Awards of Belgium & The Nederlands; ne hanno vinti 15.